# Diplocynodon
Diplocynodon byl rod menších aligatoroidních krokodýlů. Žili v Evropě během třetihor v období od paleocénu až do svrchního miocénu.

## Popis a rozšíření
Byli velmi podobní dnešním kajmanům. Dosahovali jen malých rozměrů, maximální délka činila kolem 2 metrů. Lovili zřejmě menší vodní obratlovce, jako jsou žáby, želvy nebo ryby. V mladém věku možná pojídali také hmyz nebo korýše.
Jejich fosilie byly objeveny na mnoha místech v Evropě, včetně České republiky. Velmi zachovalé kompletní kostry pocházejí z německé lokality Messel, kde byl tento rod poprvé objeven a zkoumán.

## Nálezy z České republiky
Z České republiky, z Mostecké pánve je popsaný pouze druh Diplocynodon ratelii. Fosilie diplokynodonů z České republiky jsou však pouze fragmentární, zřejmě jediná dosud nalezená kompletní lebka z 19. století je uložena v Přírodovědném muzeu ve Vídni. Tento druh byl popsán také z lokality Ahníkov.